# مرد برهنه (فیلم ۱۹۹۸)
مرد برهنه (به انگلیسی: The Naked Man) فیلمی محصول سال ۱۹۹۸ و به کارگردانی جی. تاد اندرسون است. در این فیلم بازیگرانی همچون مایکل راپاپورت، مایکل جیتر، ریچل لی کوک، آریجا باریکیس، جان کارول لینچ، جو گریفاسی و جان اسلتری ایفای نقش کرده‌اند.